# Flum (album)
Flum, musikalbum av Johan Johansson. Kom ut 1993 på Birdnest Records. Inspelad och mixad i Studio Kuling, Örebro, av Tomas Gabrielsson och Johan Johansson, sommaren 1992.

## Låtarna på albumet
1. Lust
2. Va?!
3. Med ögon känsliga för grönt (Barbro Hörberg)
4. Världens bästa dåliga exempel
5. Snöman
6. Lite längre fram
7. Karusellflickan
8. Annons
9. Regn
10. Josef & Maria
11. I varje hem

## Medverkande
- Johan Johansson - sång, gitarr, kör, keyboards, munspel
- Lasse Bax - bas
- Anders Hernestam - trummor, percussion
- Anders Lindberg - gitarr (1-3, 5, 8,11)
- Karin Renberg - kör (1,2,9,11)
- Incka Ullén - kör (1,2,9,11)
- Ola Nyström - slidegitarr (6)
- Tomas Gabrielsson - orgel, percussion, banjo, keyboards
- Finn Zinthe - keyboard
- Bågfilharmonikerna - stråkar